# Доксепін
Доксепін (англ. Doxepin, лат. Doxepinum) — синтетичний лікарський засіб, що належить до групи трициклічних антидепресантів, що застосовується перорально. Доксепін уперше синтезований у Німеччині у 1963 році, та розпочав застосовуватися у клінічній практиці у США з 1969 року.

## Фармакологічні властивості
Доксепін — лікарський засіб, що належить до групи трициклічних антидепресантів. Механізм дії препарату полягає в інгібуванні зворотнього нейронального захоплення медіаторних моноамінів, зокрема норадреналіну та серотоніну, що спричинює накопичення нейромедіаторів у синаптичній щілині, посилення постсинаптичної імпульсації, зниження функціональної активності бета-адренорецепторів та серотонінових рецепторів головного мозку, наслідком чого є нормалізація адренергічної та серотонінових систем мозку та відновлення їх рівноваги, що призводить до купування депресивних станів. Доксепін має виражену тимоаналептичну дію, та не має стимулюючого ефекту на центральну нервову систему. Препарат має також м-холінолітичну дію, седативний ефект, альфа-адреноблокуючу дію, та незначну антигістамінну активність. Доксепін застосовується для лікування неврозів та депресивних станів різної етіології, у тому числі з порушенням сну, інволюційних депресіях, депресіях при органічних ураженнях головного мозку, депресіях при ендогенних психічних захворюваннях, а також депресії при алкоголізмі. У США FDA схвалило використання низьких доз доксепіну для лікування безсоння із порушенням підтримання сну.

### Фармакокінетика
Доксепін швидко й добре всмоктується після перорального застосування, проте біодоступність препарату становить у середньому лише 30 % у зв'язку із ефектом першого проходження препарату через печінку. Максимальна концентація доксепіну в крові досягається протягом 2—4 годин після перорального застосування. Препарат добре (на 76 %) зв'язується з білками плазми крові. Доксепін добре проникає через гематоенцефалічний бар'єр, через плацентарний бар'єр, та виділяється в грудне молоко. Метаболізується препарат у печінці з утворенням активного метаболіту — диметилдоксепіну. Виводиться доксепін із організму у вигляді метаболітів із сечею. Період напіввиведення препарату коливається від 8 до 24 годин, активного метаболіту від 33 до 80 годин, при порушеннях функції печінки або нирок цей час може збільшуватися.

## Покази до застосування
Доксепін застосовують для лікування неврозів та депресивних станів різної етіології, у тому числі з порушенням сну, інволюційних депресіях, депресіях при органічних ураженнях головного мозку, депресіях при ендогенних психічних захворюваннях, а також депресії при алкоголізмі.

## Побічна дія
При застосуванні доксепіну можуть спостерігатися наступні побічні ефекти:
- Алергічні реакції — шкірний висип, свербіж шкіри, кропив'янка, фотодерматоз, підвищена пітливість, гарячка, набряк обличчя, алопеція, загострення бронхіальної астми.
- З боку травної системи — нудота, блювання, діарея або запор, жовтяниця, сухість у роті, диспепсія, порушення апетиту, стоматит.
- З боку нервової системи — підвищена стомлюваність, головний біль, запаморочення, тинітус, загальна слабкість, тривога, дезорієнтація, збудження, тремор, деперсоналізація, галюцинації, периферична нейропатія, безсоння, нічні кошмари, судоми, сплутаність свідомості, парестезії, порушення зору.
- З боку серцево-судинної системи — порушення провідності (подовження інтервалу QT, комплексу QRS), тахікардія, ортостатична гіпотензія, артеріальна гіпертензія, приливи крові.
- З боку ендокринної системи — гінекомастія, набряк яєчок, збільшення молочних залоз, галакторея, зниження лібідо, синдром неадекватної секреції антидіуретичного гормону, гіпоглікемія або гіперглікемія.
- Інші побічні ефекти — затримка сечі.
- Зміни в лабораторних аналізах — лейкопенія, агранулоцитоз, тромбоцитопенія, еозинофілія, гемолітична анемія.

## Протипокази
Доксепін протипоказаний при підвищеній чутливості до препарату, одночасному лікуванні інгібіторами моноамінооксидази, блокаді лівої ніжки пучка Гіса або атріовентикулярній блокаді ІІІ ступеня, тенденції до затримки сечі, маніакальному стані, важких порушеннях функції печінки, при вагітності та годуванні грудьми, дітям до 12 років.

## Форми випуску
Доксепін випускається у вигляді желатинових капсул по 0,01; 0,025; 0,05; 0,075; 0,1 і 0,15 г; розчину для перорального застосування із вмістом діючої речовини 10 мг/мл; таблеток по 0,003 і 0,006 г.